# Glasgow School of Art
Pour les articles homonymes, voir École de Glasgow et GSA.
 (novembre 2017).
Si vous disposez d'ouvrages ou d'articles de référence ou si vous connaissez des sites web de qualité traitant du thème abordé ici, merci de compléter l'article en donnant les références utiles à sa vérifiabilité et en les liant à la section « Notes et références ».
La Glasgow School of Art (litt. « École d'art de Glasgow », abrégée en GSA) est une école d'art située dans le quartier de Garnethill (en) à Glasgow en Écosse (Royaume-Uni).
Cette école est à l'origine un établissement technique de dessin (Glasgow Government School of Design) fondé en 1845 et transformé pour les nouvelles ambitions de sa direction. Le nouveau bâtiment situé dans Renfrew Street est l'œuvre de l'architecte Charles Rennie Mackintosh. Sa première tranche est achevée en 1899, la seconde en 1909.
Le bâtiment a été en partie détruit par deux incendies, l'un en 2014, l'autre en juin 2018. Sa reconstruction à l'identique est annoncée sans calendrier précis.

## Histoire

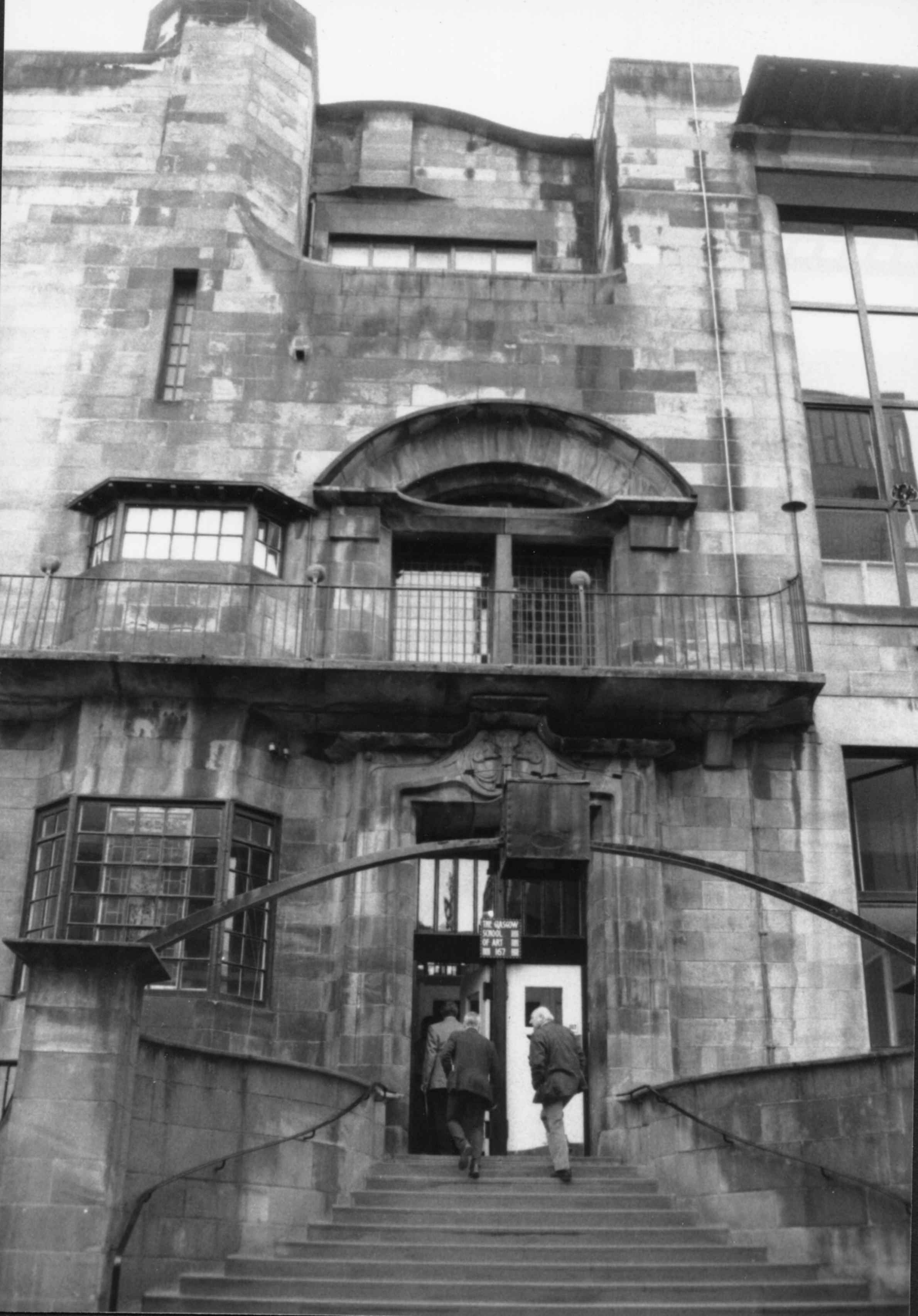
Façade nord du bâtiment de la Glasgow School of Art (détail de l'entrée), en 1991.

La Glasgow School of Art (école de beaux-arts de Glasgow) fondée en 1845 qui était donc à l’origine une école technique de dessin visait à former des artisans d’art : ferronniers, brodeurs, ébénistes… 
À la fin du XIXe siècle Glasgow est une ville industrielle en plein développement qui s’enrichit vite. Sans tradition universitaire ni artistique, elle a des ambitions de développement culturel qui seraient à la hauteur de son développement industriel.
C’est dans ce contexte qu’en 1885 Francis Henry Newbery, le nouveau directeur des études, s’installe à la Glasgow School of Art. D’une personnalité hors du commun, il a la volonté d’intellectualiser l’école en lui donnant une nouvelle ligne directrice. Il désire élever socialement les enseignements et ouvre ses portes aux jeunes filles du monde, alors appelées les « Lady Artists ». L’école change partiellement de nature en développant une philosophie fondée sur la recherche d’un style libre notamment en peinture et en décoration. 
 La Glasgow School of Art sera alors considérée comme la plus progressiste d’Europe avant l’ouverture du Bauhaus en 1919 à Berlin.  

### LaGlasgow School of Artet Charles Rennie Mackintosh

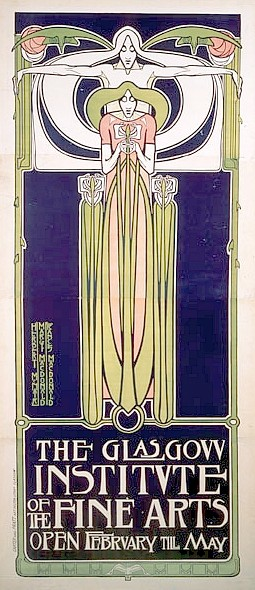
Affiche pour le Royal Glasgow Institute of the Fine Arts conçue par James Herbert MacNair, Margaret et Frances MacDonald (1895).

En 1896, la Couronne britannique élève le Royal Glasgow Institute of the Fine Arts au rang d'institution : véritable galerie-vitrine, ce lieu d'exposition était ainsi devenu dans les années 1880 le point de ralliement des artistes écossais, mais aussi de créateurs venus du monde entier. Dans cette perspective, Charles Rennie Mackintosh lance un appel à souscription pour offrir à Glasgow une nouvelle école d'art totalement ouverte au modernisme.
En 1897, un philanthrope fait le don d’un terrain à l’école. On lance alors le projet d'y édifier de nouveaux locaux financés par des donateurs. Les travaux de construction s'étaleront entre 1897 et 1909, selon les plans du cabinet d’architecte Honeyman & Keppie auquel est associé Charles Rennie Mackintosh.
Le bâtiment conçu par Mackintosh, considérée comme le principal chef d’œuvre de l’architecte–designer (concepteur), donne à l’école un style apparenté à l'Art nouveau, mais qui en réalité possède ses propres canons formels et s'inscrit dans la mouvance Arts & Crafts : il est caractérisé par une géométrisation des formes et le recours à des lignes épurées, oscillant entre ancien et nouveau, rationalité constructive, fonctionnalisme et subjectivisme.
  
Cette construction place son concepteur comme précurseur de la modernité et donnera à l'école sa célébrité.
La bibliothèque, élément le plus célèbre du bâtiment, est construite sur deux niveaux, elle est caractérisée par la modernité de sa mezzanine et de sa baie vitrée qui donne sur la façade de l’école.

### Histoire récente
L'école a été gravement endommagée par un incendie le 23 mai 2014. Le feu, qui a commencé au sous-sol, s'est rapidement propagé vers le haut et, bien qu'il ait été rapidement maîtrisé, des dégâts importants ont été constatés dans les studios historiques et les escaliers. La bibliothèque, renommée, a été détruite. Les archives ont été sauvées car stockées ailleurs. Aucune perte humaine n'a été à déplorer. Le feu a éclaté alors que les étudiants préparaient leur présentation de fin d'année pour l'obtention de leur diplôme.
Le 15 juin 2018, l'école est entièrement détruite par un nouvel incendie alors que les travaux de restauration destinés à effacer les stigmates du précédent sinistre n'étaient pas encore achevés.

## Notoriété
La Glasgow School of Art est aujourd’hui reconnue au niveau international comme une des plus hautes écoles européennes en formation et recherche artistique, design et architecture.  

L’école poursuit son développement en proposant régulièrement de nouveaux programmes suivant les innovations techniques et technologiques du moment. L’école prévoit de créer de nouveaux locaux venant compléter les anciens. De nouveaux projets artistiques et architecturaux sont en cours. Mais la Glasgow School of Art reste un symbole des Arts décoratifs de la fin XIXe siècle et indissociable de son architecte, C. R. Mackintosh.